# 大内優
大内 優（おおうち ゆう、1978年〈昭和53年〉10月13日 - ）は日本の講演家、PRコンサルタント、TVコメンテーター。福島県郡山市出身。メディア活用研究所代表取締役表。

## 略歴
1978年福島県郡山市生まれ。県立安積高等学校卒業後（110期）、慶應義塾大学卒業後、福島テレビ株式会社（フジテレビ系列）に報道記者として勤務、記者時代は殺人事件、未成年誘拐事件や、2004年に発生した新潟県中越地震の取材のほか、体験型のレポートでニュース番組に出演した。
2004年、新潟県中越地震の際には、当時の山古志村（現新潟県長岡市古志）の被災者から、「1匹300万円の錦鯉を寺の境内の前に集まって、焼いて食べた」という話を取材で聞いて、「目の前で困っている人のために何もできない無力な自分」に気付き、もっと人の近くで寄り添える仕事に就きたいと思って、ファイナンシャルプランナーへの転職を決意した。
2006年、転職時には、ハローワークに通い、FP事務所の求人を見つけ転職。外資系生命保険会社勤務。
2014年、FP相談室マネー&キャリアおよびメディア活用研究所を開業。中小企業や個人事業主のための広報・PRに関するコンサルティングや講演・執筆活動を行う。
2017年3月18日未明、JR神田駅前で建物9棟を全焼する火事に巻き込まれ、事務所を全焼。一夜にして2千数百万の負債を抱える。このとき、自殺を考えたが、思いとどまったのは、タレントの鈴木奈々が、バズーカで生クリームを顔面に受けているテレビを見て、「こんなに頑張っている人がいるんだったら、俺ももう一度頑張ってみよう」と思ったためだと、2018年9月に日本テレビで放送された番組『エイキョーさん2』で語っている。以来、鈴木奈々を「人生の恩人」として尊敬している。なお、この火事をきっかけにトレードマークである赤いハットをかぶるようになった。ニュース解説などで、テレビに出演することもあるが、ファイナンシャルプランナーとしての出演の場合は、赤いハットをかぶらないことが多い。
2023年5月27日脱帽式を行い、トレードマークであった、赤い帽子を脱いだ。と同時にメディア活用研究所の神田事務所を閉じている。メディア活用研究所自体は継続している。その後、会社の上司から、赤い帽子をかぶって仕事をしていいよと言われたので2023年7月1日に復活している。

## 実績
- 第1回スター講師誕生優勝（2016年）[8]
- 決定!プレゼンキング（J:com）初代チャンピオン
- 第8回全国・講師オーディション準グランプリ[9]

## 著作
- 小さなお店・会社、フリーランスの 「テレビ活用」7つの成功ルール（2017年5月24日、同文舘出版）
- キャラがすべて! ―メディアを使いこなして、自分自身を売り続ける方法（2018年10月2日、きずな出版）
- モテモテPR―あなたの会社、商品、サービスにテレビ取材がどんどん舞い込む!モテモテ広報・PR担当育成プログラム（2022年10月18日、セルバ出版）

## テレビ出演
- エイキョーさん2「借金地獄・会社全焼を乗り越えた男」（2018年9月30日 日本テレビ）
- びわ湖バイタル研究所（2018年1月 - 2019年9月 KBS京都）
- びわ湖カンパニー（2018年7月 - 2019年9月 びわ湖放送）
- ゴジてれChu!（福島中央テレビ）大内優のマネー講座 今がチャンス!「ふるさと納税」（2019年5月10日）増税を賢く乗り切る「現金支払いが損?」（2019年9月13日）
- ダッシュくん（2019年9月17日、24日 テレビ大分）
- あすバナ―明日、元気になる話をしよう― メインMC（2020年1月 - 6月）[7]

## FP関連の執筆および監修
- 公益財団法人統計情報研究開発センター ESTRELA 2015年9月号 特別寄稿 ペットのライフプランニングと家計について
- Benesse いぬのきもち特別編集2017年3月 犬との暮らし大辞典 犬にかかるお金は、子育てに匹敵!? 監修
- Benesse いぬのきもち2019年10月号 令和版!愛犬にかかる“お金のこと”大調査しました! 監修
- Benesse ねこのきもち2019年1月号 猫との暮らしでかかるお金はいくら? “CAT計簿” 監修

## 資格
- 1級ファイナンシャル・プランニング技能士
- CFP認定者
- 日本商工会議所簿記検定試験2級
- 動物愛護社会化検定専門級